# João Honesto
João Honesto é um personagem fictício, do universo do Tio Remus. Foi utilizado no filme A Canção do Sul, passando também a fazer parte do Universo Disney. É uma raposa que, em conjunto com o urso Zé Grandão sempre tentam apanhar o Coelho Quincas mas sempre se dão mal.

## Nomes em outros idiomas
- Alemão: Gevatter Fuchs
- Búlgaro: Лисан
- Chinês: 狐狸 先生
- Dinamarquês: Bror Ræv
- Espanhol: Hermano Zorro
- Finlandês: Mikko Repolainen
- Francês: Basile
- Grego: Αλέπος
- Holandês: Rein Vos
- Inglês: Brer Fox
- Italiano: Comare Volpe
- Norueguês: Mikkel
- Polonês: Lisisko
- Russo: Братец Лис
- Sueco: Bror Räv